# Albizia decandra
Espèce
Synonymes
- Pithecellobium decandrum Ducke[2]

Statut de conservation UICN

 LC  : Préoccupation mineure
Albizia decandra est une espèce de plantes à fleurs de la famille des Fabaceae.

## Publication originale
- Memoirs of The New York Botanical Garden 74(1): 237. 1996.